# Bethzabda
Bethzabda (łac. Diœcesis Bethzabdensis) – stolica historycznej diecezji w Cesarstwie Rzymskim (prowincja Mesopotamia I), współcześnie w Turcji. Wzmianki o biskupach pochodzą z IV–V wieku. W 1933 ustanowiona katolickim biskupstwem tytularnym.

## Biskupi tytularni
| Lp. | Biskup      | Od               | Do |
| --- | ----------- | ---------------- | -- |
| 1   | Basel Yaldo | 15 stycznia 2015 |    |